# Into The New World (The 1st Asia Tour Concert)
Into The New World (The 1st Asia Tour Concert)는 대한민국의 여성 그룹 소녀시대의 라이브 음반이다.
두개의 CD트랙으로 구성되어 있으며, 2009년 12월 19일에서 12월 20일까지 성황리에 열렸던 소녀시대의 첫 번째 단독 콘서트인 Into The New World의 실황을 그대로 담아 2010년 12월 30일에 발매되었다. 이 앨범의 타이틀곡은 유영진이 부른 Beautiful Girls이다.